# Seznam predsednikov Peruja
Seznam predsednikov Peruja.
| Mandat    | Ime                                            | Opombe                                         |
| --------- | ---------------------------------------------- | ---------------------------------------------- |
| 1821–1822 | José de San Martín                             | Zaščitnik Peruja                               |
| 1822–1823 | José La. marec                                 | Predsednik vladne hunte                        |
| 1823      | Manuel Salazar y Baquíjano                     | začasni                                        |
| 1823      | José de la Riva Agüero                         | Predsednik republike                           |
| 1823–1824 | José Bernardo de Tagle, Marquis of Torre-Tagle | Vrhovni delegat                                |
| 1824–1826 | Simón Bolívar                                  | Osvoboditelj Peruja                            |
| 1826–1827 | Andrés de Santa Cruz                           | Predsednik vladnega sveta                      |
| 1827–1829 | José La. marec                                 | Predsednik republike                           |
| 1829–1833 | Agustín Gamarra                                | Predsednik republike                           |
| 1834      | Pedro Pablo Bermúdez                           | Začasni vrhovni vladar                         |
| 1834–1835 | Luis José de Orbegoso                          | Predsednik republike                           |
| 1835–1836 | Felipe Santiago Salaverry                      | Vrhovni vladar                                 |
| 1836–1838 | Andrés de Santa Cruz                           | Vrhovni vladar                                 |
| 1838–1841 | Agustín Gamarra                                | Predsednik republike                           |
| 1841      | Manuel Menéndez                                | Predsednik vladnega sveta                      |
| 1842      | Juan Crisóstomo Torrico                        | začasni                                        |
| 1842–1843 | Francisco Vidal                                | začasni                                        |
| 1843      | Domingo Elías                                  | začasni                                        |
| 1843–1844 | Domingo Nieto                                  | Predsednik vladne hunte                        |
| 1844      | Justo Figueroa                                 | v.d.                                           |
| 1844      | Manuel Ignacio de Vivanco                      | Vrhovni diktator                               |
| 1845–1851 | Ramón Castilla                                 | Predsednik republike                           |
| 1851–1855 | José Rufino Echenique                          | Predsednik republike                           |
| 1855–1862 | Ramón Castilla                                 | Predsednik republike                           |
| 1862–1863 | Miguel de San Román                            | Predsednik republike                           |
| 1863–1865 | Juan Antonio Pezet                             | Predsednik republike                           |
| 1865–1868 | Mariano Ignacio Prado                          | Predsednik republike                           |
| 1868      | Pedro Diez Canseco                             | začasni                                        |
| 1868–1872 | José Balta                                     | Predsednik republike                           |
| 1872      | Tomás Gutiérrez                                | Dictator                                       |
| 1872      | Mariano Herencia Zevallos                      | začasni                                        |
| 1872–1876 | Manuel Pardo                                   | Predsednik republike (prvi civilni predsednik) |
| 1876–1879 | Mariano Ignacio Prado                          | Predsednik republike                           |
| 1879      | Luis La Puerta                                 | začasni                                        |
| 1879–1881 | Nicolás de Piérola                             | Predsednik republike                           |
| 1881      | Francisco García Calderón                      | začasni                                        |
| 1881–1883 | Lizardo Montero                                | začasni                                        |
| 1883–1886 | Miguel Iglesias                                | Predsednik republike                           |
| 1886      | Antonio Arenas                                 | začasni                                        |
| 1886–1890 | Andrés Avelino Cáceres                         | Predsednik republike                           |
| 1890–1894 | Remigio Morales Bermúdez                       | Predsednik republike                           |
| 1894      | Justiniano Borgoño                             | začasni                                        |
| 1894–1895 | Andrés Avelino Cáceres                         | Predsednik republike                           |
| 1895–1899 | Nicolás de Piérola                             | Predsednik republike                           |
| 1899–1903 | Eduardo López de Romaña                        | Predsednik republike                           |
| 1903–1904 | Manuel Candamo                                 | Predsednik republike                           |
| 1904      | Serapio Calderón                               | začasni                                        |
| 1904–1908 | José Pardo y Barreda                           | Predsednik republike                           |
| 1908–1912 | Augusto B. Leguía y Salcedo                    | Predsednik republike                           |
| 1912–1914 | Guillermo Billinghurst                         | Predsednik republike                           |
| 1914–1915 | Óscar Benavides                                | Predsednik republike                           |
| 1915–1919 | José Pardo y Barreda                           | Predsednik republike                           |
| 1919–1930 | Augusto B. Leguía y Salcedo                    | Predsednik republike                           |
| 1930      | Manuel María Ponce Brousset                    | Predsednik republike                           |
| 1930–1931 | Luis Miguel Sánchez Cerro                      | 1. predsednik začasne vlade hunte              |
| 1931      | Ricardo Leoncio Elías Arias                    | 2. predsednik začasne vlade hunte              |
| 1931      | Gustavo Jiménez                                | 3. predsednik začasne vlade hunte              |
| 1931      | David Samanez Ocampo                           | Predsednik južne hunte                         |
| 1931–1933 | Luis Miguel Sánchez Cerro                      | Predsednik republike                           |
| 1933–1939 | Óscar Benavides                                | Predsednik republike                           |
| 1939–1945 | Manuel Prado y Ugarteche                       | Predsednik republike                           |
| 1945–1948 | José Luis Bustamante y Rivero                  | Predsednik republike                           |
| 1948–1950 | Manuel Odría                                   | Predsednik republike                           |
| 1950      | Zenón Noriega Agüero                           | Predsednik republike                           |
| 1950–1956 | Manuel Odría                                   | Predsednik republike                           |
| 1956–1962 | Manuel Prado y Ugarteche                       | Predsednik republike                           |
| 1962–1963 | Ricardo Pérez Godoy                            | 1. predsednik vojaške hunte                    |
| 1963      | Nicolás Lindley                                | 2. predsednik vojaške hunte                    |
| 1963–1968 | Fernando Belaúnde Terry                        | Predsednik republike                           |
| 1968–1975 | Juan Velasco Alvarado                          | 1. predsednik vlade oboroženih sil             |
| 1975–1980 | Francisco Morales Bermúdez                     | 2. predsednik vlade oboroženih sil             |
| 1980–1985 | Fernando Belaúnde Terry                        | Predsednik republike                           |
| 1985–1990 | Alan García Pérez                              | Predsednik republike                           |
| 1990–2000 | Alberto Fujimori                               | Predsednik republike                           |
| 2000–2001 | Valentín Paniagua                              | Predsenik združene vlade in državne sprave     |
| 2001–2006 | Alejandro Toledo                               | Predsednik republike                           |
| 2006–2011 | Alan Garcia                                    | Predsednik republike                           |
| 2011–2016 | Ollanta Humala                                 | Predsednik republike                           |
| 2016–2018 | Pedro Pablo Kuczinski                          | Predsednik republike                           |
| 2018–2020 | Martin Vizcarra                                | Predsednik republike                           |
| 2020      | Manuel Merino                                  | Predsednik republike                           |
| 2020–2021 | Francisco Sagasti                              | Predsednik republike                           |
| 2021–2022 | Pedro Castillo                                 | Predsednik republike                           |
| 2022–     | Dina Boluarte                                  | Predsednik republike                           |